# Agente K
El Agente K (nombre de nacimiento Kevin Brown también conocido como Kay o simplemente K) es un personaje de la serie de películas de ficción Hombres de negro y también de la serie animada. El agente K es interpretado por Tommy Lee Jones en las películas y con las voces de Ed O'Ross, y después Gregg Berger en la serie animada.

## Hombres de negro
En la primera película, es el agente que recluta al Agente J para que reemplace a su primer compañero, el Agente D que se retira. Él y Zeta entrenan a James Edwards y lo reclutan en los Hombres de Negro. K exhibe un comportamiento muy serio, bromeando o sonriendo y dando raramente respuestas muy prácticas. Su misión en la primera película es detener a una cucaracha alienígena por robar una galaxia minúscula antes de que los dueños alienígenas de la galaxia destruyan la Tierra. Durante la confrontación final con el insecto, traga las armas de J y de K. K decide dejarse tragar del insecto para recuperar su arma, mientras que J lo distrae para que no salga de la Tierra en una nave. K parte en dos al insecto. Después de esto y de vencer al insecto, K le pide a J que lo neuralize para olvidar su tiempo de trabajo con los Hombres de Negro, así K puede retirarse y volver con su amor perdido hace tiempo.

## Hombres de negro II
En la segunda película, K es la última esperanza para salvar la Tierra, pero fue neuralizado. Él ahora está trabajando como cartero en Truro, Massachusetts en la oficina de correos, sin los recuerdos de su paso por el MIB, y creyendo que él había estado treinta y cinco años en coma. 
Él, sin embargo, mira las estrellas y se pregunta si sabe realmente algo más. J intenta traerlo al desneuralizador, pero las jefaturas del MIB activan un cierre de emergencia después de que un alien hostil asume el control. J lo trae a la tienda de Jeebs, donde hay un desneuralizador casero. Lo ponen en la máquina, pero antes de que él consiga recuperar su memoria, un grupo de aliens entra y comienza a atacar a J. Después de algunos minutos, K recupera sus recuerdos y derrota a los aliens fácilmente por ahora, en el resto de la película los enfrenta junto con K.

## Vida personal
Poco se dice de la vida personal de K con excepción de lo que se ha revelado durante el curso de la serie. Su libro preferido es Canción de Navidad de Charles Dickens, le gusta el golf, The Twilight Zone, la música country, Elvis Presley y los Beatles, aunque menciona que su padre está muerto (Se cree que es por seguridad), este sigue vivo y cree que su hijo K trabaja en una agencia del gobierno, K tuvo un acercamiento sentimental con la actual directora de los MIB la directora O cuando la agencia estaba comenzando. K es de personalidad seria sobre todo con J su pareja, sin embargo K le tiene afecto, ya que el vio morir al padre de J cuando este era un niño, un acontecimiento que cambió su forma de ser. Estas curiosidades fueron reveladas en la serie animada y en las tres películas.
- Datos: Q2071077